# Parroquia de la Santísima Trinidad (Cúcuta)
La Parroquia de la Santísima Trinidad es un templo religioso de culto católico bajo la advocación de la Santísima Trinidad, está ubicada en la zona sur-occidental de la ciudad de Cúcuta (Colombia) y pertenece al gran conjunto de templos que se encuentran en el centro de la ciudad; situada en el Barrio Cundinamarca. Su construcción inicio a mediados del siglo XX y culminó en los primeros años de los 70 del mismo siglo.

### Historia
La Parroquia de la Santísima Trinidad tuvo su origen como centro de evangelización en una casa de la calle 11 con avenida 19 del barrio cundinamarca, esta casa pertenecía a la Señorita Susana quien fue la donadora de los terrenos que ocupan actualmente el templo parroquial y la Casa de las hermanas Juanitas; esto hacia el año 1950 este centro de evangelización junto con los de Nuestra Señora de las Angustias (Barrio Santander), Ave Maria (Barrio El Páramo), San Martín de Porres (Bario Carora) y la capilla de las hermanas clarisas, estos centros de evangelización creados por el Presbítero José Manuel Calderón Párroco de la Parroquia de Nuestra Señora del Perpetuo Socorro perteneciente a la Vicaría de San José de la Diócesis de Nueva Pamplona .
El Presbítero José Manuel Calderón encargo al Presbítero José Rubén Rubio la misión de interceder ante la Diócesis de Nueva Pamplona para lograr el título de Parroquia para el centro de evangelización de la Santísima Trinidad, y el 11 de febrero de 1954 el excelentísimo Obispo de Nueva Pamplona
Monseñor Norberto Forero y García dio a conocer mediante el decreto 359 del 12 de marzo de 1954 y firmado por monseñor el 14 de marzo de 1954 por el cual quedó erigida la Parroquia de La Santísima Trinidad.
Gracias a la colaboración de todos los vecinos de esta comunidad que hicieron que los requisitos pedidos por la diócesis para su creación como eran el mantenimiento tanto como del templo parroquial como del sacerdote, Cofradías.
Luego de obtener el decreto de creación empezaron las obras para hacer crecer esta nueva parroquia con el esfuerzo de las personas y los vecinos que formaban esta comunidad pequeña comunidad todo para mejorar el aspecto y formar en si como se prometió en el decreto de que debería ser una comunidad organizada como lo disponen las Bulas Pontificias.
Por medio de la organización de la comunidad llevaron a cabo una campaña donde cada familia del sector donaba una lámina de eternit para constituir el techo del que sería el nuevo templo parroquial anteriormente ubicada su entrada principal en la esquina de la calle 11 con avenida 19 donde aun permanece erigido el antiguo campanario.
Hasta la fecha, la parroquia se encuentra bajo la dirección de la Congregación de Jesús y María (Eudistas), los cuales con su vocación y espiritualidad han marcado su huella en esta comunidad parroquial.

## Anécdotario
- En su interior se encuentran los restos de uno de los sacerdotes que ha tenido el periodo más largo como párroco el Pbro. Reinaldo Acevedo Acevedo.

- Esta parroquia se ha caracterizado por celebrar de la forma más tradicional la Semana Santa, convirtiéndose en una de las más recurridas en esta época del año en esa zona de frontera.

- Los sacerdotes que han pasado a lo largo de la historia de esta parroquia se han distinguido por haber sido grandes formadores del Seminario Mayor de San José de Cúcuta tales los ya fallecidos Pbro. Juan de Jesús Rodríguez Zapata, CJM y el Pbro. Esteban Benigno Contreras Galvis, CJM, y el  Pbro Gerardo Arango, CJM al igual que asesores espirituales para la vidas consagrada de la Diócesis de Cúcuta como el Pbro. José Antonio Delvecchio Domínguez, CJM y el Pbro. Juan Ismael Castrillon Valencia, CJM y también como el Pbro. Néstor Alfredo Sánchez Martínez, CJM

- Se distingue de esta parroquia la particular devoción a la Virgen del Vientre Bendito, devoción que ha sido propagada desde el año 2001, por el Pbro. José Antonio Delvecchio Domínguez, CJM y en el año 2020 por el Pbro. Juan Ismael Castrillon Valencia, CJM convirtiéndose el día 25 de cada mes en el centro de peregrinación de todas las mujeres que esperan con mucha fe poder alcanzar la gracia del estado de embarazo, al igual que aquellas que piden por el buen desarrollo de su estado de gestación, está devoción es apoyada por la imagen de Nuestra Señora embarazada que se encuentra en el interior de este templo y siendo una talla única en su estilo tanto en la ciudad de Cúcuta y en el Departamento de Norte de Santander, pues el origen data de una revelación que el Sacerdote que propagó esta devoción tuvo en un sueño.

- El Santo Sepulcro que se encuentra en esta Parroquia es una talla de única de más de cincuenta años elaborada en la más fina madera de cedro, siendo esta una de las más hermosas joyas religiosas de la región.

## Galería de fotos

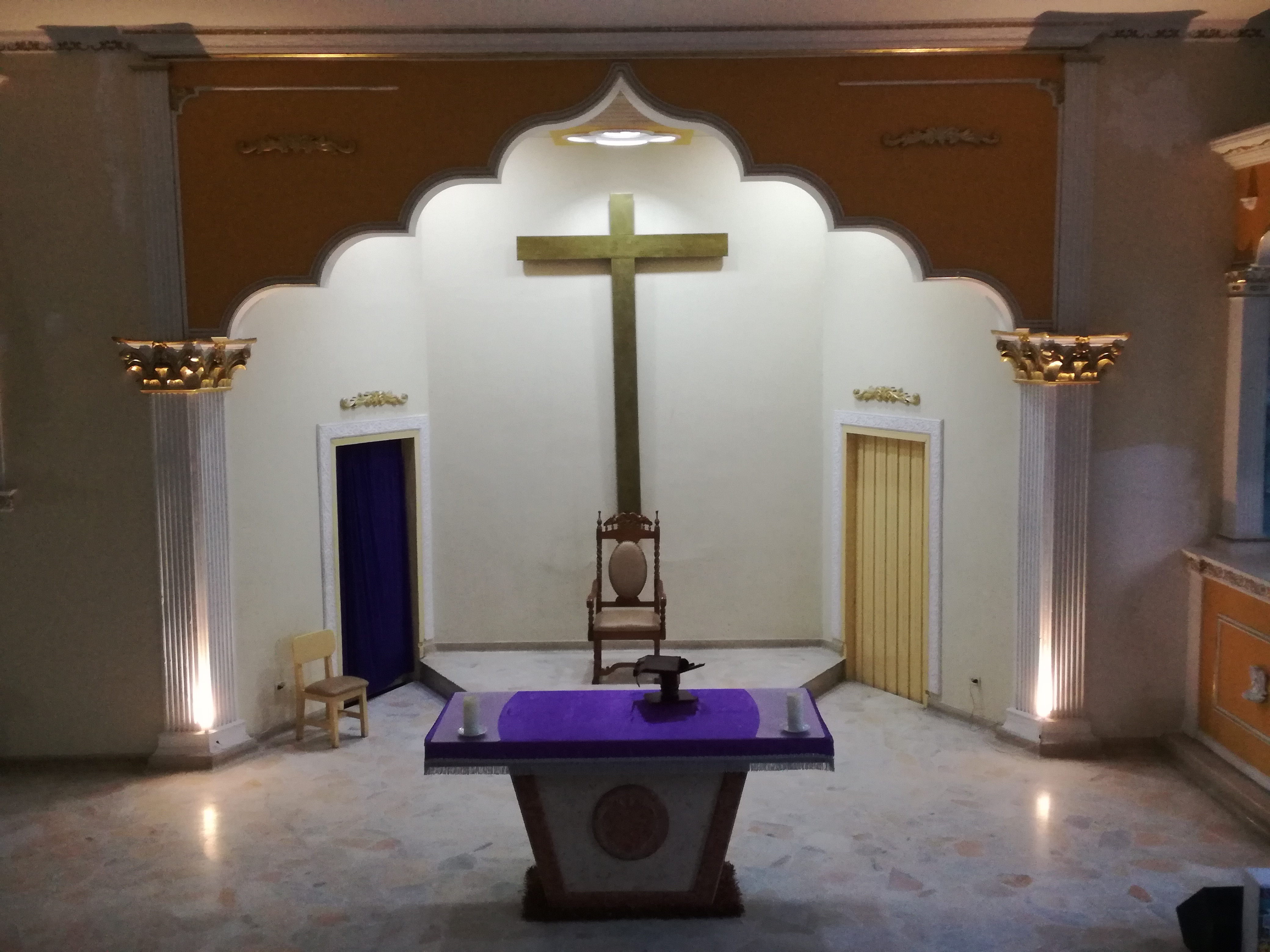
Altar Mayor
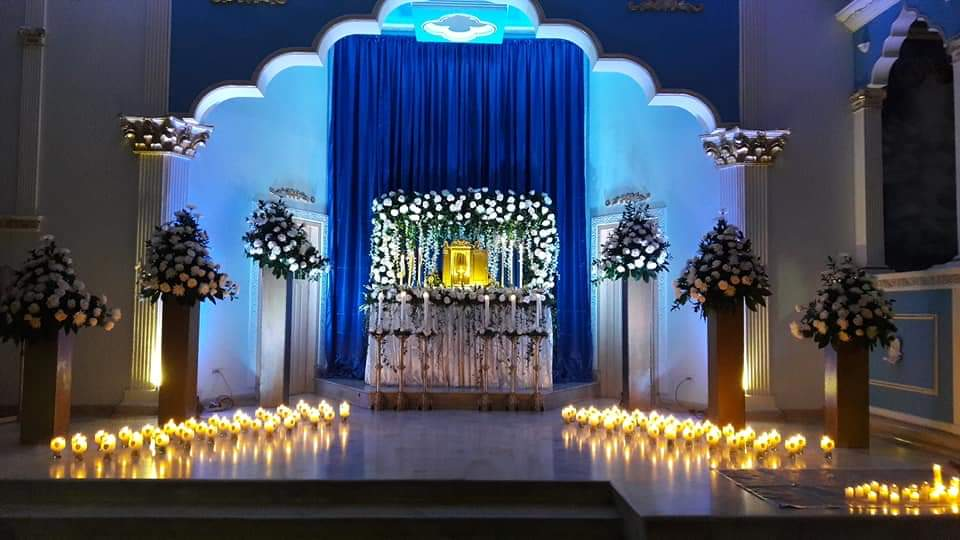
Monumento al Santísimo
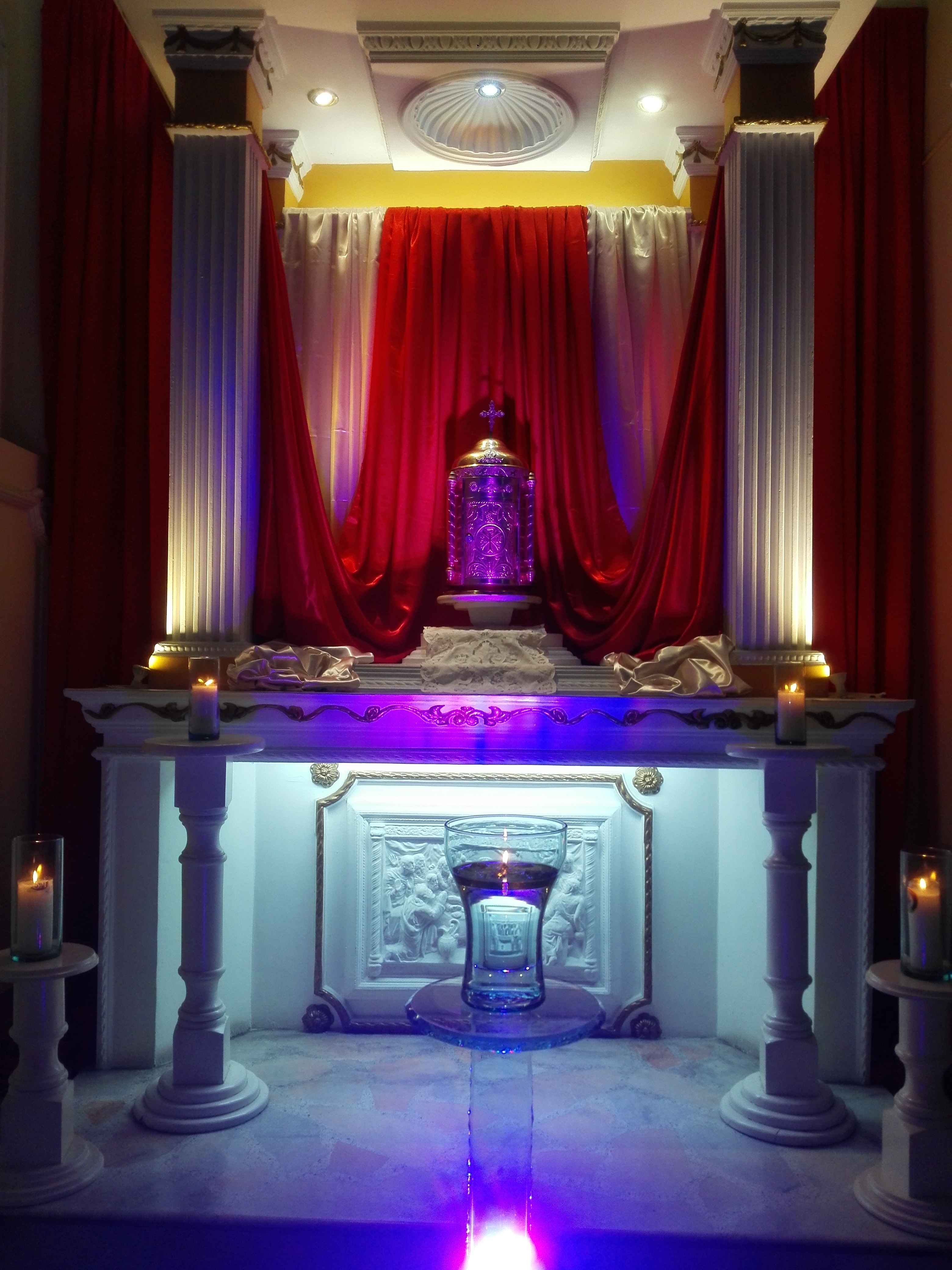
Sagrario
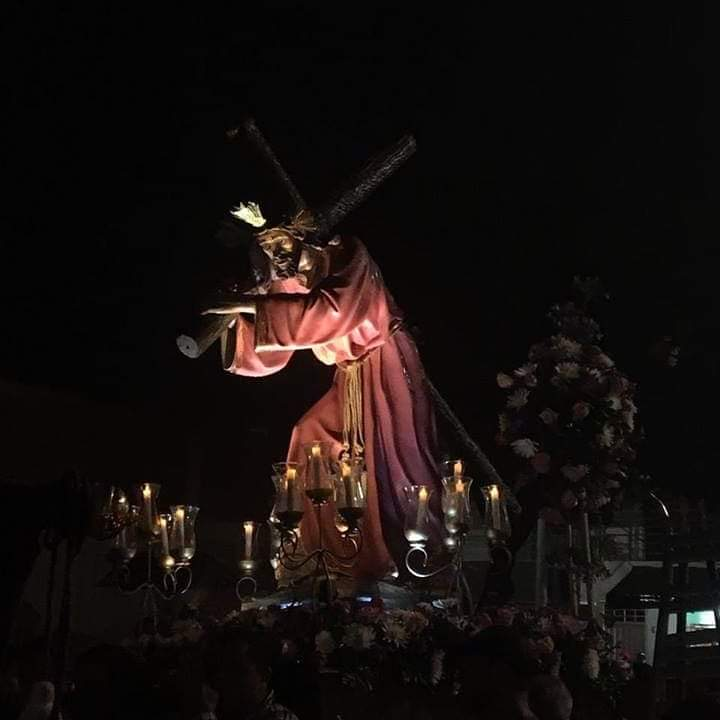
Imagen procesional de Jesús Nazareno
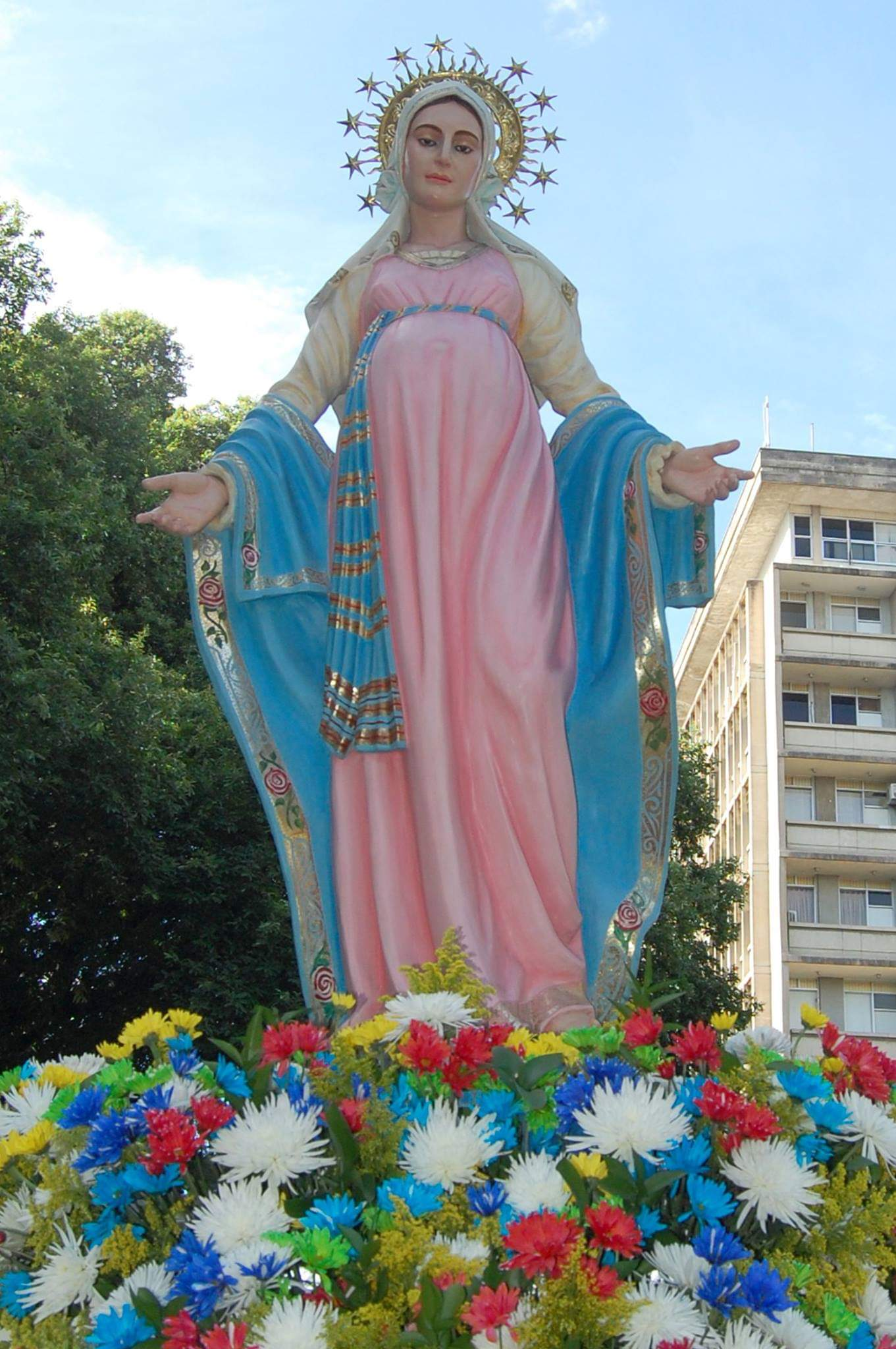
Virgen del Vientre Bendito

## Horarios
| Horario de misas |
| Domingos |
| --- |
| Templo Parroquial: 06:00 a. m., 08:00 a.m., 10:00 a. m., 05:00 p.m., 06:30 p.m. Sector San Miguel: 07:00 p. m. parque san miguel |
| Lunes a sábado |
| Templo Parroquial: 04:00 p. m. y 07:00 p. m.                                                                                     |
| Hora Santa |
| Todos los jueves (Jueves Sacerdotal): 07:00 p. m.                                                                                |
| Eucaristía en honor a la virgen del vientre bendito                                                                              |
| Día 25 de cada mes: 07:00 p. m.                                                                                                  |
| Eucaristía en honor al señor de los milagros                                                                                     |
| Día 14 de cada mes: 07:00 p. m.                                                                                                  |